# Bengt Sahlberg
Bengt Lennart Sahlberg, född 28 april 1933, död 9 maj 2016, var en medarbetare i Svenska Mad, och stod bakom många av alstren i den publikationen, framför allt under 1960- och 1970-talen. Speciellt kan nämnas hans "transskriptioner" av kända dikter och sånger ("Vanten", "Vi rymmer på julafton" med flera) och de specialbilagor (till exempel Svinresor) som var unika för den svenska editionen. Vidare har han medverkat i Grönköpings Veckoblad. Han har påverkat komiker såsom Billey Shamrock och Kjell Swanberg. Han var bosatt i Strängnäs senare delen av sitt liv. Han är begravd på Ruds kyrkogård i Karlstad.